# Língua espanhola nos Estados Unidos

Porcentagem da população dos Estados Unidos com 5 anos ou mais que falam espanhol em casa em 2019, por estado.

O espanhol é a segunda língua mais falada nos Estados Unidos, onde 41 milhões de pessoas com cinco anos ou mais falam espanhol em casa. Também é a língua estrangeira mais estudada nos Estados Unidos, com cerca de seis milhões de estudantes. Com mais de 50 milhões de falantes nativos, falantes da Língua de herança e falantes de segunda língua, os Estados Unidos têm agora a segunda maior população de língua espanhola do mundo depois do México, embora não seja uma língua oficial do país. Cerca de metade de todos os falantes de espanhol americano também se avaliaram como falantes "muito bons" de inglês no Censo dos EUA de 2000. Esse percentual aumentou para 57% no Levantamento da Comunidade Americana 2013-2017. Os Estados Unidos estão entre os países de língua espanhola que têm sua própria Academia da Língua Espanhola.
Há mais falantes de espanhol nos Estados Unidos do que falantes de francês, alemão, italiano, português, havaiano, e variedades de idiomas chineses e línguas indígenas da América juntos. De acordo com o American Community Survey, realizado pelo Departamento do Censo dos Estados Unidos, em 2012 o espanhol era falado em casa por 38,3 milhões de pessoas com cinco anos ou mais, mais que o dobro do que em 1990.
A língua espanhola está presente no que hoje são os Estados Unidos desde o século XV, com a chegada da colonização espanhola na América do Norte. Os colonizadores se estabeleceram em áreas que mais tarde se tornariam nos estados da Flórida, Texas, Colorado, Novo México, Arizona, Nevada e Califórnia, bem como na Comunidade de Porto Rico. Os exploradores espanhóis exploraram áreas de 42 futuros estados dos EUA, deixando para trás uma variedade variada de legado hispânico no continente norte-americano. Regiões ocidentais do Território da Louisiana também estavam sob o domínio espanhol entre 1763 e 1800, após a Guerra Franco-Indígena, estendendo ainda mais a influência espanhola em todo o moderno Estados Unidos da América.
Após a incorporação dessas áreas nos Estados Unidos na primeira metade do século XIX, a língua espanhola foi posteriormente reforçada no país pela aquisição de Porto Rico em 1898. Ondas posteriores de emigração do México, Cuba, Venezuela, El Salvador, Colômbia, e no resto da América Hispânica para os Estados Unidos a partir da segunda metade do século XIX até o presente têm fortalecido o papel da língua espanhola no país. Hoje, os hispânicos são um dos grupos étnicos que mais crescem nos Estados Unidos, aumentando assim o uso e a importância do espanhol americano nos Estados Unidos.

## História

### Primeiros assentamentos espanhóis

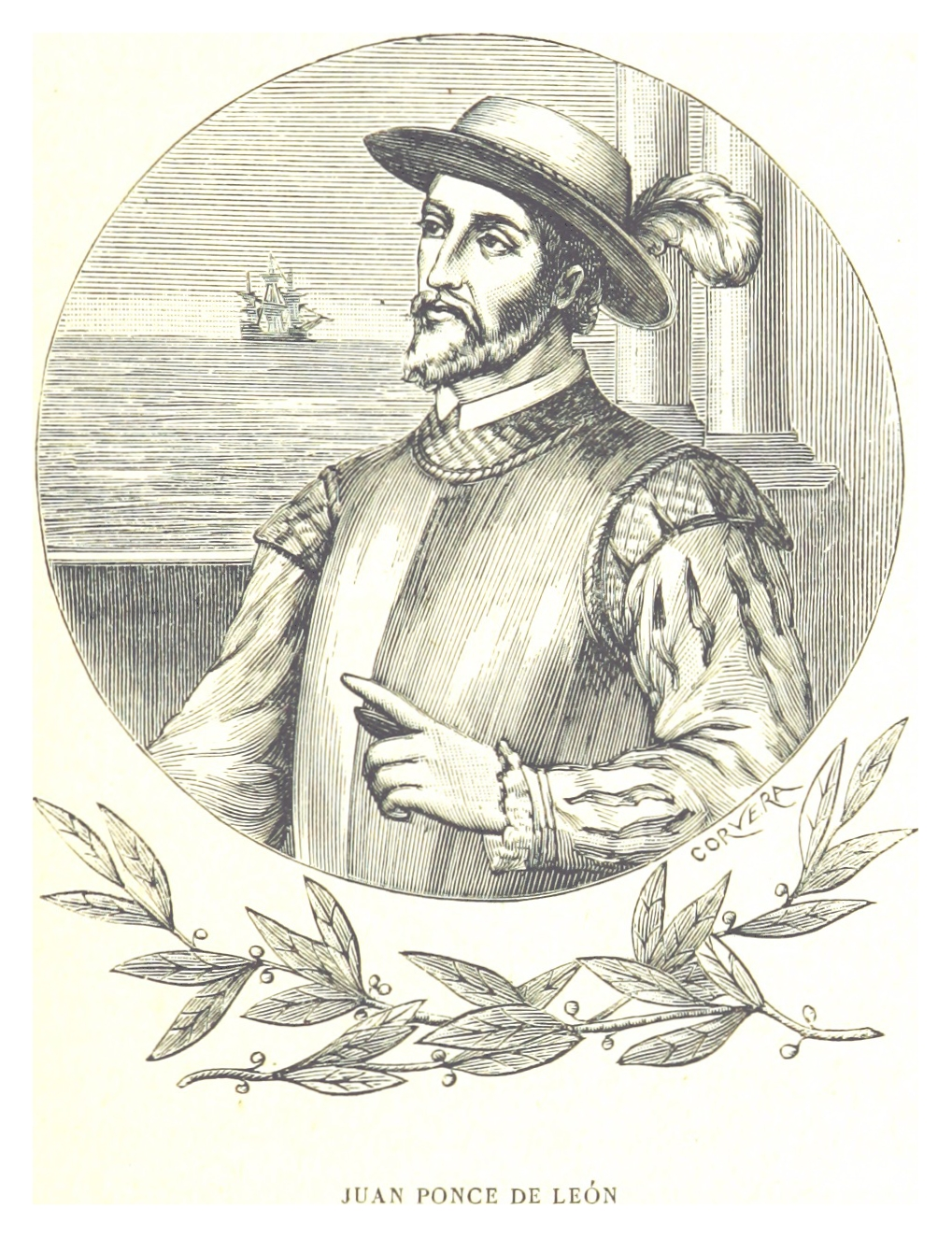
Juan Ponce de León (Santervás de Campos, Valladolid, Espanha). Ele foi um dos primeiros europeus a chegar aos atuais Estados Unidos porque liderou a primeira expedição européia à Flórida, que ele nomeou. O espanhol foi a primeira língua européia falada no território que é agora os Estados Unidos.

O espanhol estava entre as primeiras línguas europeias faladas na América do Norte, precedidas apenas pelos idiomas nórdicos antigos. O espanhol chegou ao território dos modernos Estados Unidos em 1493, com a chegada de Colombo a Porto Rico. Ponce de León explorou o que hoje é a Flórida em 1513. Em 1565, os espanhóis fundaram Santo Agostinho, na Flórida, e a partir do início do século XIX tornou-se o mais antigo assentamento europeu continuamente ocupado no que é hoje os Estados Unidos. Em 1898,  San Juan, a capital de Porto Rico, tornou-se a cidade mais antiga de todo o território americano: Juan Ponce De León fundou a cidade de San Juan em 1508.
Historicamente, a população de fala espanhola aumentou devido à anexação territorial de terras reivindicadas anteriormente pelo Império Espanhol e por guerras com o México e pela compra de terras, enquanto fatores modernos continuam aumentando o tamanho dessa população.
Em 1819, a Flórida foi transferida pela Espanha para os Estados Unidos através do Tratado de Adams-Onís; muitos colonos espanhóis, cujos ancestrais vieram de Cuba, da Andaluzia e das Ilhas Canárias, tornaram-se cidadãos americanos e continuaram a falar espanhol.

### Compra de Louisiana (1803–1804)
No final do século XVIII e início do século XIX, a terra reivindicada pela Espanha abrangia uma grande parte do território contemporâneo dos EUA, incluindo a colônia francesa de Louisiana, que estava sob ocupação espanhola de 1769 a 1800 e tornou-se parte dos Estados Unidos em 1803. A Louisiana foi vendida para os Estados Unidos, seu povo Crioulo espanhol, da Louisiana e os habitantes franceses cajun se tornaram cidadãos americanos e continuaram a falar espanhol ou francês. Em 1813, George Ticknor iniciou um programa de estudos espanhóis na Universidade de Harvard.

### Anexação do Texas e da Guerra Mexicano-Americana

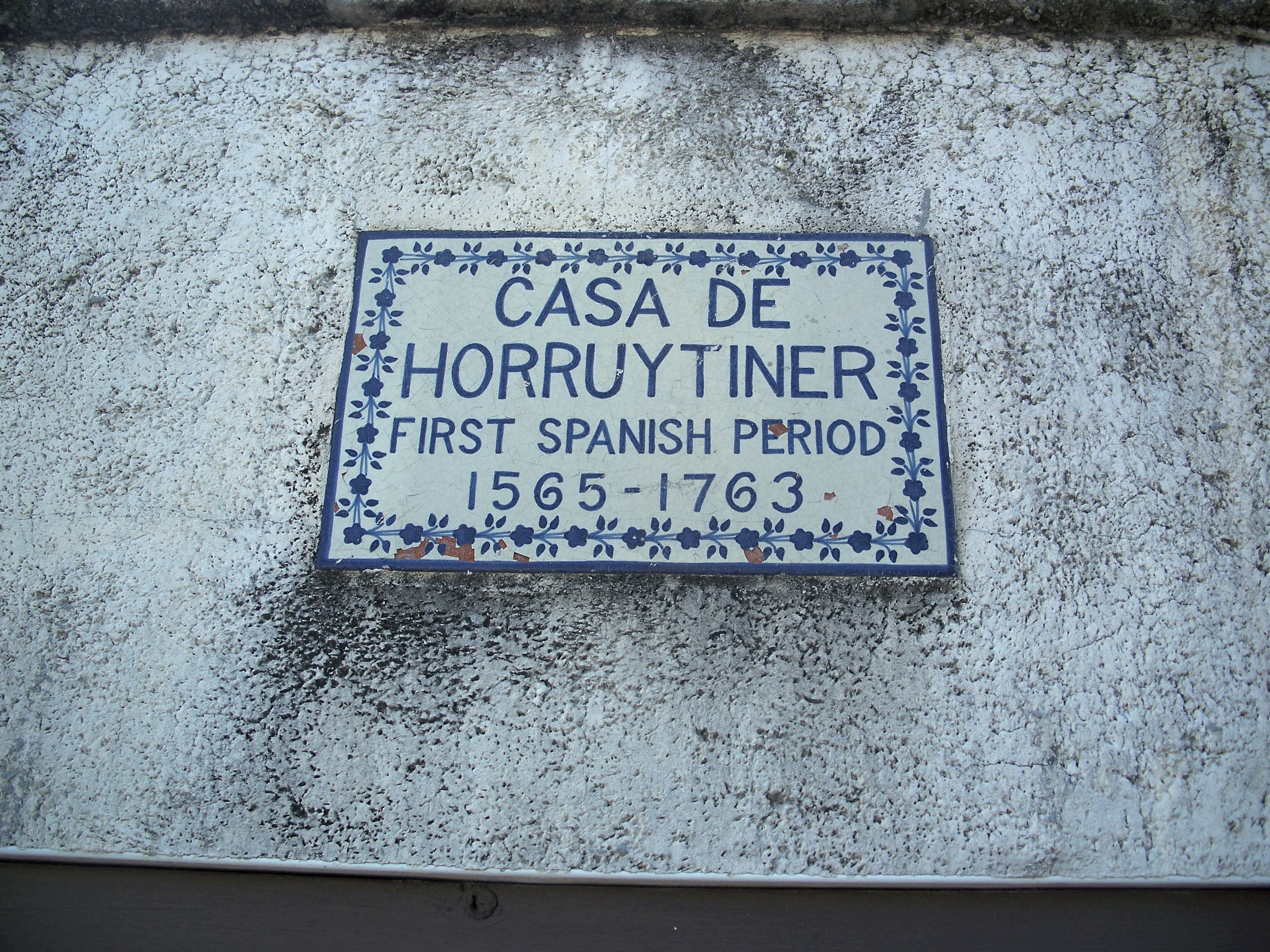
O patrimônio da língua espanhola na Flórida remonta a 1565, com a fundação de Santo Agostinho, na Flórida. O espanhol foi a primeira língua européia falada na Flórida.

Em 1821, após a Guerra da Independência do México da Espanha, o Texas que fazia parte do México como o estado de Coahuila y Tejas. Um grande afluxo de americanos logo se seguiu, originalmente com a aprovação do presidente do México. Em 1836, os texanos em grande parte "americanos" lutaram uma guerra de independência do governo central do México e estabeleceram a República do Texas. Em 1846, a República se dissolveu quando o Texas entrou nos Estados Unidos da América como um estado. Segundo o censo dos EUA de 1850, menos de 16 000 texanos eram descendentes de mexicanos, e quase todos eram de língua espanhola (tanto mexicanos quanto colonos europeus não espanhóis que incluem o texano alemão) que estavam em menor número (de seis para um) por colonos de língua inglesa (americanos e outros imigrantes europeus ).
Após a Guerra da Independência do México, da Espanha, oeste do Colorado, e sudoeste do Wyoming, além do Arizona, Nevada e Califórnia, Utah, também se tornaram parte do território mexicano da Alta Califórnia. A maior parte do Novo México, o oeste do Texas, o sul do Colorado, o sudoeste do Kansas e o panhandle de Oklahoma faziam parte do território de Santa Fe de Nuevo México. O isolamento geográfico e a história política única desse território levaram o Espanhol neomexicano a diferir notavelmente do espanhol falado em outras partes dos Estados Unidos da América e do espanhol falado nos atuais Estados Unidos Mexicanos.
O México perdeu quase a metade do território norte adquirido de herança da Espanha em 1821 para os Estados Unidos na Guerra Mexicano-Americana (1846–1848). Isso incluiu partes do Texas contemporâneo e Colorado, Arizona, Novo México, Wyoming, Califórnia, Nevada e Utah. Embora o território perdido fosse pouco povoado, os milhares de mexicanos falantes de espanhol tornaram-se cidadãos americanos. O tratado de fim de guerra de Guadalupe Hidalgo (1848) não aborda explicitamente a linguagem. No entanto, os colonos americanos de língua inglesa que entraram no Sudoeste estabeleceram sua língua, cultura e direito como dominantes, na medida em que deslocaram totalmente o espanhol na esfera pública. Em 1855, a Califórnia declarou que o inglês seria o único meio de instrução em suas escolas; o recém-admitido estado do Novo México seguiu o exemplo em 1891 para ordenar que todas as suas escolas ensinassem apenas em inglês.
A primeira convenção constitucional da Califórnia em 1849 teve oito participantes do Californio; a constituição estadual resultante foi produzida em inglês e espanhol e continha uma cláusula exigindo que todas as leis e regulamentos publicados fossem publicados nos dois idiomas. Um dos primeiros atos da primeira Legislatura da Califórnia de 1850 foi autorizar a nomeação de um Tradutor de Estado, que seria responsável pela tradução de todas as leis, decretos, documentos ou ordens do Estado para o espanhol. Mas a segunda convenção constitucional do estado em 1872 não tinha Participantes de língua espanhola; os participantes de língua inglesa da convenção sentiram que a minoria remanescente do estado de falantes de espanhol deveria simplesmente aprender inglês; e a convenção finalmente votou 46-39 para revisar a cláusula anterior de modo que todo o procedimento oficial fosse doravante publicado apenas em inglês.

### Guerra Hispano-Americana (1898)
Em 1898, consequente à Guerra Hispano-Americana, os Estados Unidos assumiram o controle de  Cuba e Porto Rico, as Filipinas e Guam como territórios americanos. Em 1902, Cuba tornou-se independente dos Estados Unidos, enquanto Porto Rico permaneceu como território dos EUA. O governo americano exigiu que os serviços do governo fossem bilíngues em espanhol e inglês e tentou introduzir o ensino de inglês médio em Porto Rico, mas o último esforço não obteve o menor êxito.
Em 1917, foi fundada a Associação Americana de Professores de Espanhol e Português, e o estudo acadêmico da literatura espanhola foi ajudado por atitudes negativas em relação à língua alemã, devido à Primeira Guerra Mundial.
De 1942 a 1962, o programa Bracero proporcionaria uma migração maciça de mexicanos para os Estados Unidos. Uma vez concedida autonomia a Porto Rico em 1948, até os funcionários do continente que vieram para Porto Rico foram forçados a aprender espanhol. Apenas 20% dos residentes de Porto Rico entendem inglês e, embora o governo da ilha tivesse uma política de bilinguismo oficial, foi revogada em favor de uma política exclusivamente espanhola em 1991. Essa política foi revertida em 1993, quando um partido pró-Estado expulsou o partido pró-independência do governo da Commonwealth.

### Migração moderna em massa
O relativamente recente, mas grande afluxo de falantes de espanhol para os Estados Unidos aumentou esmagadoramente o total de falantes de espanhol no país. Eles formam maiorias e grandes minorias em muitos distritos políticos, especialmente na Califórnia, Arizona, Novo México e Texas, estados americanos na fronteira com o México e também no sul da Flórida.
Os mexicanos se mudaram para os Estados Unidos como refugiados no tumulto da Revolução Mexicana de 1910 a 1917, mas muitos mais emigraram mais tarde por razões econômicas. A grande maioria dos mexicanos está nas antigas áreas controladas pelo México no sudoeste.
Com mais de 5 milhões de habitantes, os porto-riquenhos são facilmente o segundo maior grupo hispânico. De todos os principais grupos hispânicos, os porto-riquenhos têm menos probabilidade de serem proficientes em espanhol, mas, no entanto, milhões de americanos porto-riquenhos que vivem nos Estados Unidos são fluentes em espanhol. Os porto-riquenhos são cidadãos naturais dos EUA e muitos porto-riquenhos migraram para Nova York, Orlando, Filadélfia e outras áreas da Costa Leste dos Estados Unidos, aumentando as populações de língua espanhola e, em algumas áreas, sendo a maioria da população hispanófona, especialmente na Flórida Central. No Havaí, onde trabalhadores rurais porto-riquenhos e fazendeiros mexicanos se instalaram desde o final do século XIX, sete por cento dos habitantes das ilhas são hispânicos ou hispanófonos, ou ambos.
A Revolução Cubana de 1959 criou uma comunidade de exilados cubanos que se opunham à revolução comunista, muitos dos quais partiram para os Estados Unidos. Em 1963, a Fundação Ford estabeleceu o primeiro programa de educação bilíngue nos Estados Unidos para os filhos de exilados cubanos no Condado de Miami-Dade, na Flórida. A Lei de Imigração e Nacionalidade de 1965 impulsionou a imigração de países latino-americanos e, em 1968, o Congresso aprovou a Lei de Educação Bilíngue. A maioria desses um milhão de cubanos-americanos se estabeleceu no sul e centro da Flórida, enquanto outros cubanos moraram no nordeste dos Estados Unidos; a maioria é fluente em espanhol. Na cidade de Miami hoje o espanhol é a primeira língua principalmente devido à imigração cubana. Da mesma forma, a Revolução Nicaragüense promoveu uma migração de Contras que se opuseram ao governo socialista na Nicarágua, aos Estados Unidos no final da década de 1980. A maioria desses nicaraguenses migraram para a Flórida, Califórnia e Texas.

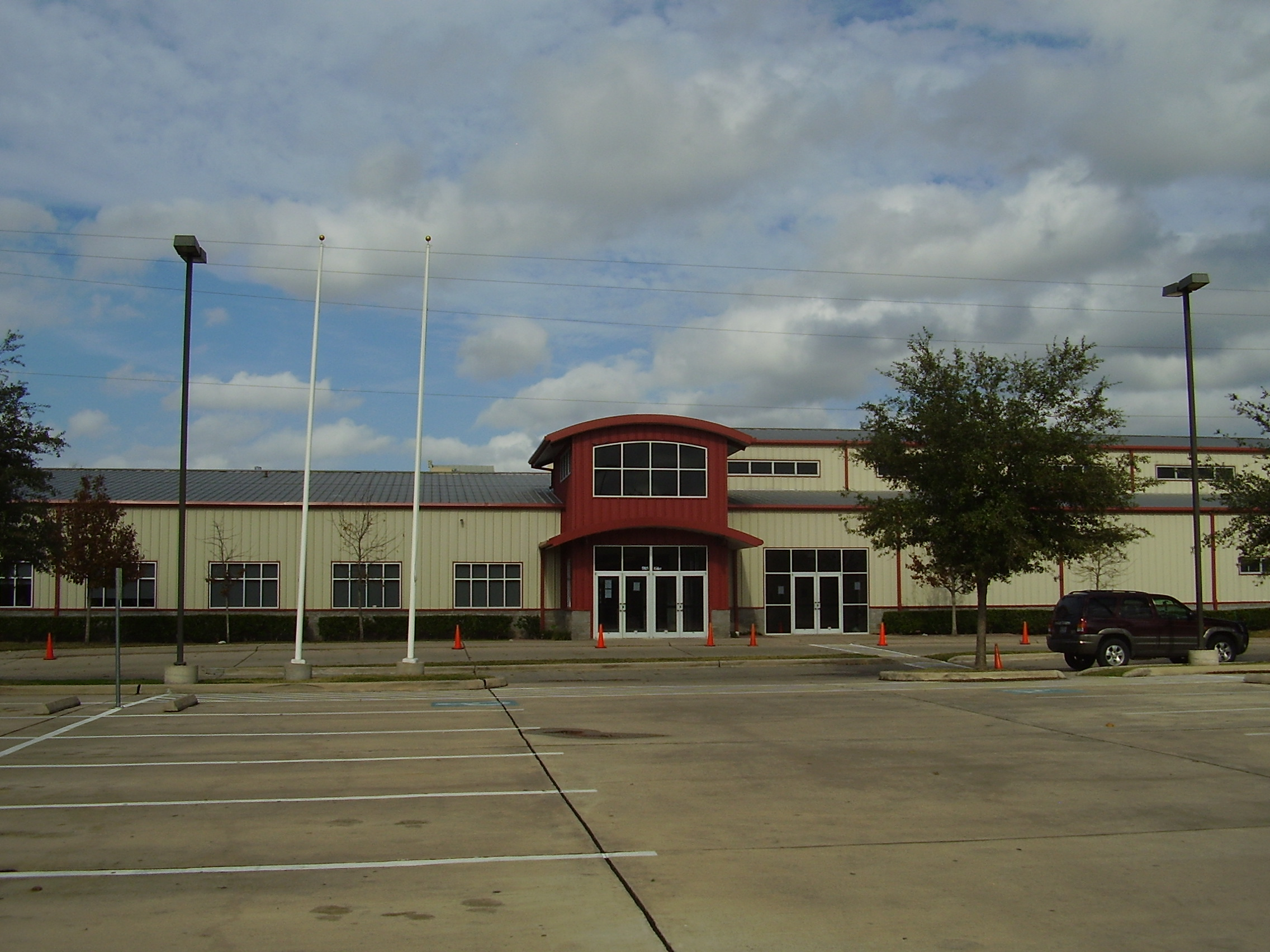
SER-Niños Charter School, escola pública bilíngue K-8 em Houston, Texas. O ensino bilíngue é popular nos distritos escolares com grande número de falantes de espanhol.

O êxodo dos salvadorenhos foi resultado de problemas econômicos e políticos. A maior onda de imigração ocorreu como resultado da Guerra Civil de El Salvador na década de 1980, na qual 20 a 30% da população de El Salvador emigrou. Cerca de 50%, ou até 500 000 daqueles que escaparam, foram para os Estados Unidos, que já abrigavam mais de 10 mil salvadorenhos, tornando os salvadorenhos americanos o quarto maior grupo hispânico e latino-americano, depois da maioria mexicano-americana, porto-riquenhos e cubanos.
Como as guerras civis envolveram vários países da América Central nos anos 80, centenas de milhares de salvadorenhos fugiram de seu país e foram para os Estados Unidos. Entre 1980 e 1990, a população de imigrantes salvadorenhos nos Estados Unidos aumentou quase cinco vezes, de 94 000 para 465 000. O número de imigrantes salvadorenhos nos Estados Unidos continuou a crescer nas décadas de 1990 e 2000, como resultado do reagrupamento familiar e dos recém-chegados que fugiram de uma série de desastres naturais que atingiram El Salvador, incluindo terremotos e furacões. Em 2008, havia cerca de 1,1 milhão de imigrantes salvadorenhos nos Estados Unidos.
Até ao século XX não havia registro claro do número de venezuelanos que emigraram para os Estados Unidos. Entre o século XVIII e início do XIX, havia muitos imigrantes europeus que foram para a Venezuela, para depois migrar para os Estados Unidos, juntamente com seus filhos e netos que nasceram e / ou cresceram na Venezuela falando espanhol. De 1910 a 1930, estima-se que mais de 4 000 sul-americanos em cada ano emigraram para os Estados Unidos; no entanto, existem alguns números específicos indicando essas estatísticas. Muitos venezuelanos estabeleceram-se nos Estados Unidos com a esperança de receber uma educação melhor, apenas para permanecer lá após a formatura. Eles são freqüentemente acompanhados por parentes. No entanto, desde o início dos anos 80, as razões para a emigração venezuelana mudaram para incluir as esperanças de ganhar um salário mais alto e devido às flutuações econômicas na Venezuela, que também promoveram uma migração importante de profissionais venezuelanos para os EUA. Nos anos 2000, os venezuelanos dissidentes migraram para o sul da Flórida, especialmente nos subúrbios de Doral e Weston. Outros estados principais com populações americanas venezuelanas são, de acordo com o censo de 1990, Nova York, Califórnia, Texas,(acrescentando às populações hispânicas existentes), Nova Jersey, Massachusetts e Maryland.
Os refugiados da Espanha também migraram para os EUA devido à Guerra Civil Espanhola (1936-1939) e à instabilidade política sob o regime de Francisco Franco que durou até 1975. A maioria dos espanhóis se estabeleceu na Flórida, Texas, Califórnia, Nova Jersey, Nova York, Chicago e Porto Rico .
A publicação de dados pelo Departamento do Censo dos Estados Unidos em 2003 revelou que os hispânicos eram a maior minoria nos Estados Unidos e causou uma onda de especulação na imprensa espanhola e latina sobre a posição do espanhol nos Estados Unidos. Naquele ano, o Instituto Cervantes, uma organização criada pelo governo espanhol em 1991 para promover a língua espanhola em todo o mundo, estabeleceu uma filial em Nova York.

### Distribuição geográfica
| Ano     | Número de falantes nativos de espanhol | Porcetagem da População dos EUA |
| ------- | -------------------------------------- | ------------------------------- |
| 1980    | 11 milhões                             | 5%                              |
| 1990    | 17,3 milhões                           | 7%                              |
| 2000    | 28,1 milhões                           | 10%                             |
| 2010    | 37 milhões                             | 13%                             |
| 2015    | 41 milhões                             | 13%                             |
| Fontes: |                                        |                                 |

No total, havia 36 995 602 pessoas com cinco anos ou mais nos Estados Unidos que falavam espanhol em casa (12,8% da população total do país).

## Status atual

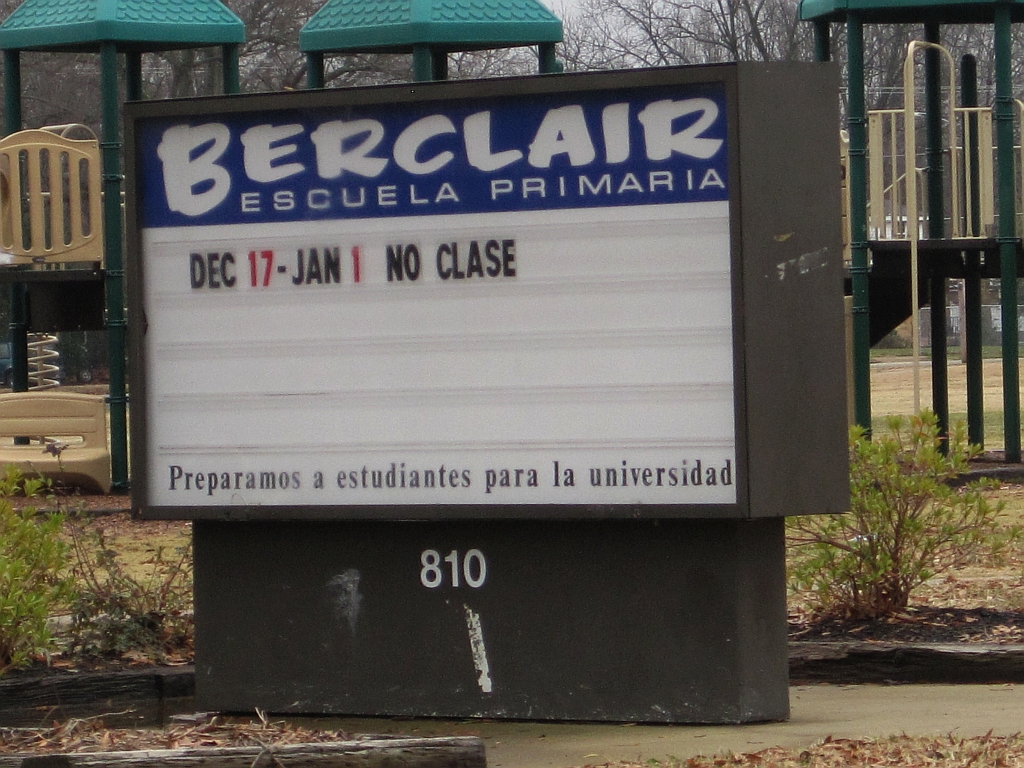
Uma escola primária pública assina em espanhol em Memphis, Tennessee.

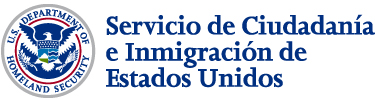
O logotipo em língua espanhola dos Serviços de Cidadania e Imigração dos EUA.

Embora os Estados Unidos não tenham uma língua oficial de jure, o inglês é a língua dominante dos negócios, educação, governo, religião, mídia, cultura, sociedade civil e esfera pública. Praticamente todas as agências governamentais estaduais e federais e grandes corporações usam o inglês como língua de trabalho interna, especialmente no nível gerencial. Alguns estados, como o Arizona, Califórnia, Flórida, Novo México& Texas fornece avisos legislados bilíngues e documentos oficiais, em espanhol e inglês, e outros idiomas comumente usados. O inglês é a língua materna da maioria dos americanos, incluindo uma proporção crescente de hispânicos americanos; entre 2000 e 2015, a proporção de hispânicos que falavam espanhol em casa diminuiu de 78 para 73%. Como mencionado acima, a única grande exceção é a Comunidade dos EUA de Porto Rico, onde o espanhol é a língua oficial e mais comumente usada.
Ao longo da história do sudoeste dos Estados Unidos, a polêmica questão da linguagem como parte dos direitos culturais e da representação do governo estadual bilíngue causou atrito sociocultural entre anglófonos e hispanofonos. Atualmente, o espanhol é a segunda língua mais ensinada nos Estados Unidos.

### Califórnia
A primeira constituição da Califórnia reconheceu os direitos da língua espanhola:
| “ | Todas as leis, decretos, regulamentos e disposições emanadas de qualquer dos três poderes supremos deste Estado, que por sua natureza exigem publicação, serão publicados em inglês e espanhol. Constituição da Califórnia , 1849, Art. 11 Sec. 21. | ” |

Em 1870, os americanos de língua inglesa eram maioria na Califórnia; em 1879, o estado promulgou uma nova constituição sob a qual todos os procedimentos oficiais seriam conduzidos exclusivamente em inglês, uma cláusula que permaneceu em vigor até 1966. Em 1986, os eleitores da Califórnia acrescentaram uma nova cláusula constitucional, por referendo, afirmando que:
| “ | Inglês é a língua oficial do estado da Califórnia. - Constituição da Califórnia, art. 3, Sec. 6. | ” |

O espanhol permanece amplamente falado em todo o estado, e muitos formulários, documentos e serviços do governo são bilíngues, em inglês e espanhol. E embora todos os procedimentos oficiais devam ser conduzidos em inglês:
| “ | Uma pessoa incapaz de compreender o inglês que é acusado de um crime tem direito a um intérprete durante todo o processo. - Constituição da Califórnia, art. 1 segundo. 14 | ” |

### Arizona
O estado (como seus vizinhos do sudoeste) manteve estreitos laços linguísticos e culturais com o México. O estado fora da Compra Gadsden de 1853 fazia parte do território do Novo México até 1863, quando a metade ocidental foi feita no território do Arizona. A área da antiga Compra Gadsden continha a maioria dos falantes de espanhol até a década de 1940, embora a área de Tucson tivesse uma proporção maior de anglófonos (incluindo americanos mexicanos que eram fluentes em inglês); a chegada contínua de colonos mexicanos aumenta o número de falantes de espanhol.

### Flórida
A maioria dos moradores da área metropolitana de Miami fala espanhol em casa e a influência do espanhol pode ser vista em muitos aspectos do dialeto local do inglês. Miami é considerada a "capital da América Latina" por suas muitas corporações bilíngues, bancos e meios de comunicação que atendem a negócios internacionais.

### Novo México
Acredita-se que o Novo México tenha o espanhol como língua oficial ao lado do inglês, por causa de seu amplo uso e promoção legal do espanhol no estado; no entanto, o estado não tem idioma oficial. As leis do Novo México são promulgadas de forma bilíngue, em espanhol e inglês. Embora o inglês seja a língua de trabalho do governo do governo estadual, os negócios do governo geralmente são conduzidos em espanhol, particularmente em nível local. O espanhol tem sido falado na fronteira entre o Novo México e o Colorado e a atual fronteira EUA-México desde o século XVI.
Devido ao seu relativo isolamento de outras áreas de língua espanhola durante a maior parte dos seus 400 anos de existência, o Espanhol neomexicano e em particular os espanhóis do norte do Novo México e Colorado mantiveram muitos elementos do espanhol dos séculos XVI e XVII e desenvolveram seu próprio vocabulário. Além disso, contém muitas palavras do náuatle, a língua falada atualmente pelo povo Nahua no México. O novo espanhol mexicano também contém palavras emprestadas das línguas pueblo do alto vale do Rio Grande , palavras mexicanas-espanholas (mexicanismos) e empréstimos do inglês. As mudanças gramaticais incluem a perda da forma verbal da segunda pessoa, mudanças nas terminações verbais, particularmente no pretérito, e fusão parcial da segunda e terceira conjugações.

### Texas

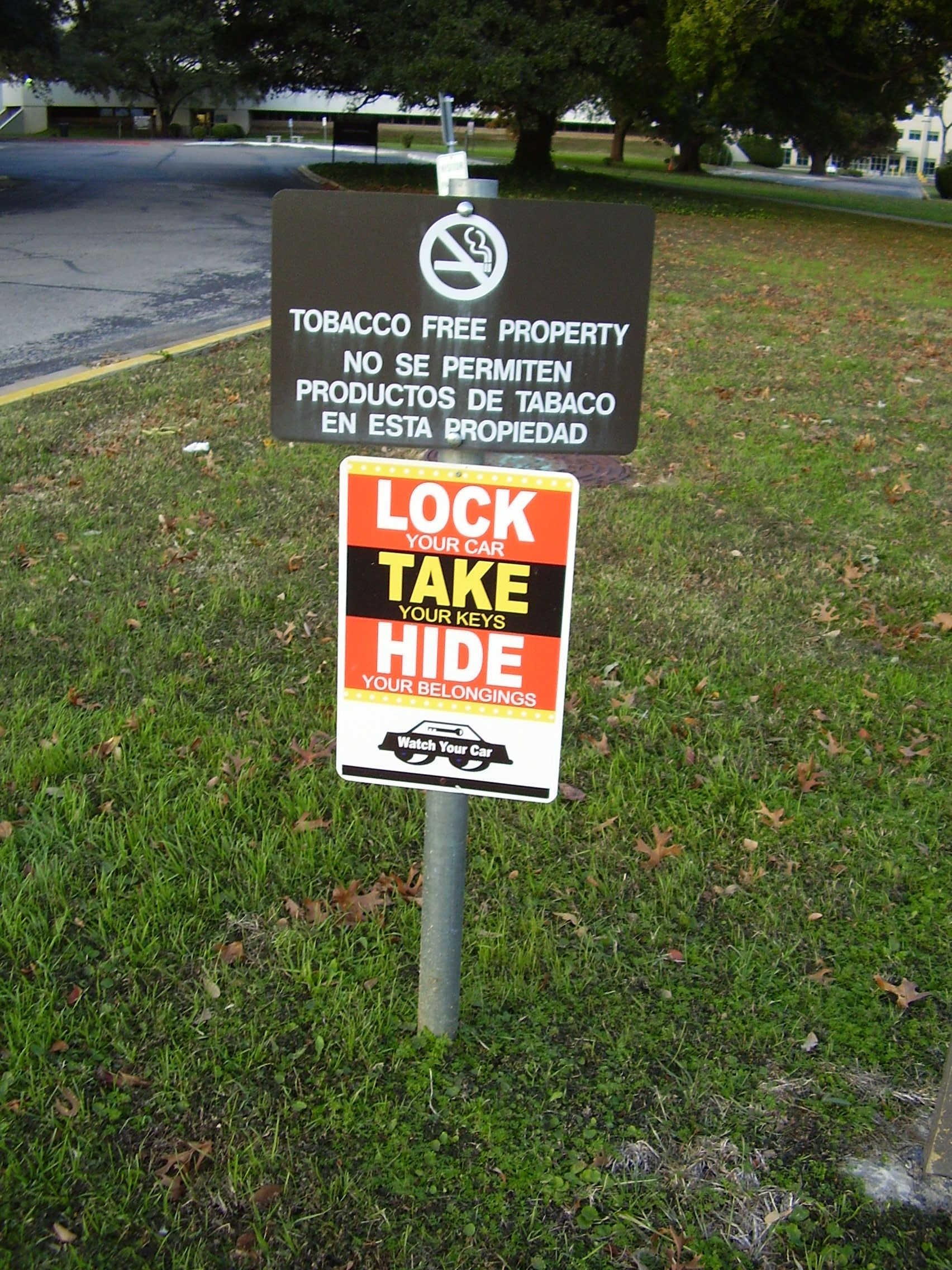
Placa "Anti fumo" em espanhol e inglês na sede do Departamento de Saúde do Texas em Austin, Texas

No Texas, o inglês é a língua oficial de fato do estado (embora careça do status de jure) e é usado no governo. No entanto, o fluxo contínuo de imigrantes de língua espanhola aumentou a importação de espanhol no Texas. Embora seja uma parte do sul dos Estados Unidos, os condados do Texas na fronteira com o México são em sua imensa maioria hispânicos e, conseqüentemente, o espanhol é comumente falado na região. O Governo do Texas, através da Seção 2054.116 do Código do Governo, determina que as agências estaduais forneçam informações em seus sites em espanhol para auxiliar os residentes com proficiência limitada em inglês.

### Porto Rico
A Commonwealth of Puerto Rico reconhece o espanhol e o inglês como idiomas oficiais; O espanhol é a primeira língua dominante.

## Tendências de aprendizagem nos Estados Unidos
O espanhol é atualmente a língua não inglesa mais amplamente ensinada nas escolas secundárias americanas e no ensino superior. Mais de 790 000 estudantes universitários fizeram cursos de espanhol em 2013, sendo o espanhol a língua estrangeira mais procurada no ensino superior americano. Nesse ano, cerca de 50,6% dos estudantes norte-americanos matriculados em cursos de línguas estrangeiras estudaram espanhol, seguido do francês (12,7%), da língua de sinais americana (7%), do alemão (5,5%), do italiano (4,6%), do japonês (4,3%) e chinês (3,9%).

## Rádio
A rádio em espanhol é a maior mídia de transmissão não inglesa. Enquanto a transmissão de outras línguas estrangeiras declinou de forma constante, a transmissão espanhola cresceu de forma constante entre os anos 1920 e 1970. Os anos 1930 foram anos de boom. O sucesso inicial dependia da audiência geográfica concentrada no Texas e no Sudoeste. As estações americanas estavam próximas ao México, o que possibilitou um constante fluxo circular de artistas, executivos e técnicos, e estimulou as iniciativas criativas de executivos de rádio, corretores e anunciantes hispânicos. A propriedade foi cada vez mais concentrada nas décadas de 1960 e 1970. A indústria patrocinou o agora extinto Patrocinador da publicação comercial do final da década de 1940 a 1968. A rádio de língua espanhola influenciou o discurso americano e latino sobre questões fundamentais de atualidade, como cidadania e imigração.

## Variação

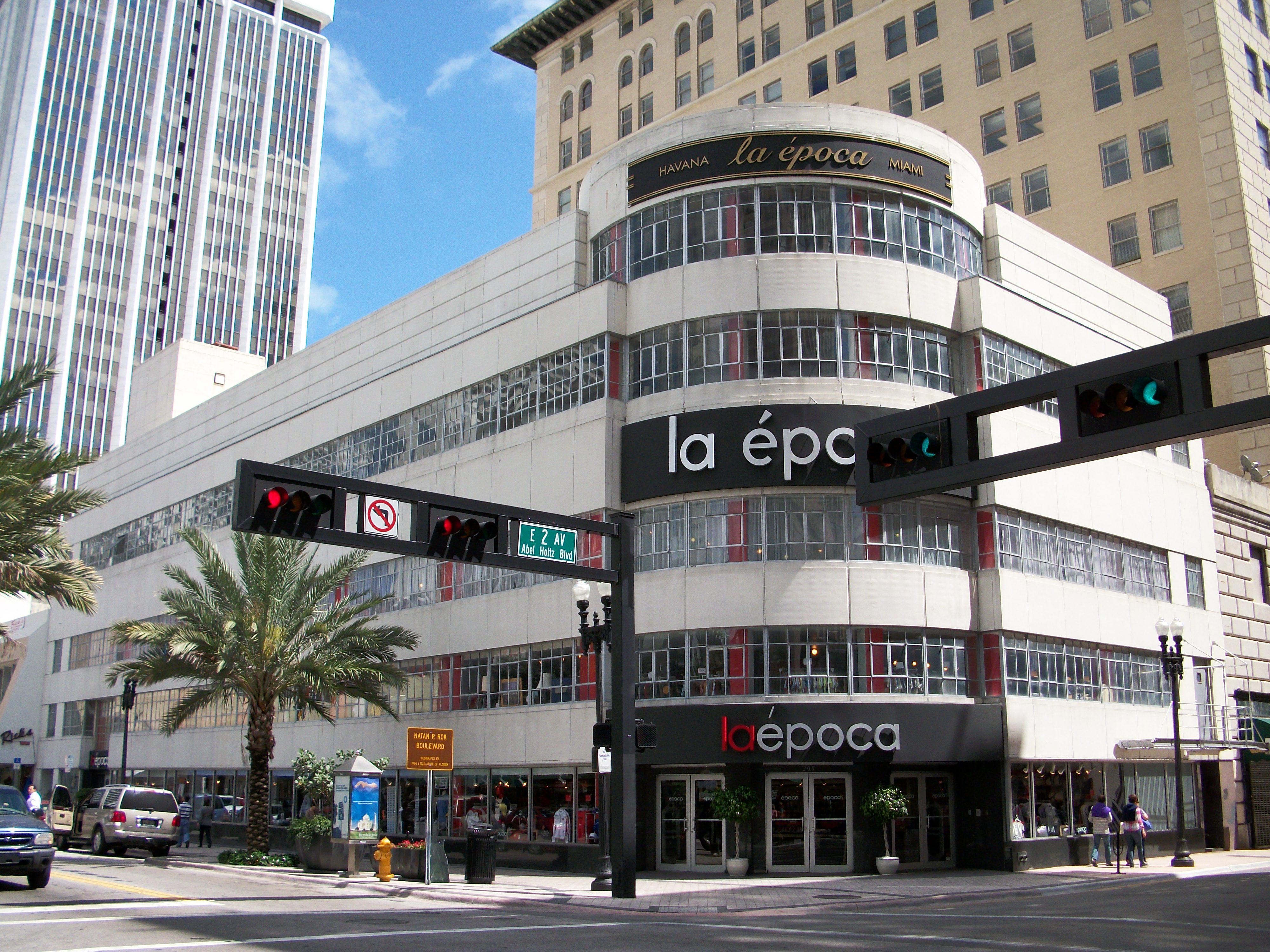
La Época é uma luxuosa loja de departamentos de Miami cujo nome em espanhol vem de Cuba. La Época é um exemplo dos muitos negócios iniciados e de propriedade de falantes de espanhol nos Estados Unidos.

A influência do inglês no espanhol americano é muito importante. Em muitas subculturas juvenis latinas (também chamadas hispânicas) , é comum misturar espanhol e inglês, produzindo assim espanglês. Espanglês é o nome da mistura de palavras e frases em inglês para o espanhol para uma comunicação eficaz.
A Academia Norte-Americana da Língua Espanhola acompanha os desenvolvimentos do espanhol falado nos Estados Unidos e as influências do inglês sobre ele.

### Sub-tipos espanhóis
Os especialistas em idiomas distinguem as seguintes variedades do espanhol falado nos Estados Unidos:
- Espanhol mexicano: a fronteira EUA-México, em todo o sudoeste dos EUA da Califórnia ao Texas, bem como a cidade de Chicago, mas se tornando onipresente em todo o território continental dos Estados Unidos como espanhol mexicano é usado como o dialeto padronizado do espanhol nos Estados Unidos continentais .
- Espanhol do Caribe: espanhol falado por porto-riquenhos, cubanos e dominicanos. Em grande parte ouvido em todo o nordeste dos Estados Unidos e Flórida, especialmente Nova York e Miami, entre outras cidades do leste dos EUA.
- Espanhol da América Central: espanhol falado por hispânicos com origens em países da América Central, como El Salvador, Guatemala, Honduras, Nicarágua, Costa Rica e Panamá. Ouvido em grande parte nas principais cidades da Califórnia e do Texas, bem como em Washington DC, Nova York e Miami.
- Espanhol da América do Sul: espanhol falado por hispânicos com origens em países da América do Sul, como Venezuela, Colômbia, Peru e Chile. Ouvido em grande parte nas principais cidades de Nova York, Califórnia, Texas e Flórida.
- Espanhol colonial: espanhol falado por descendentes de colonos espanhóis e primeiros mexicanos antes da expansão dos Estados Unidos e anexação do sudoeste dos EUA e outras áreas.
- Californiana (1769 – presente): Califórnia, especialmente a costa central
- Isleño (Islander) (século XVIII-presente): Paróquia de St. Bernard, Louisiana
- Espanhol neomexicano: Central e centro-norte do Novo México e centro-sul do Colorado e as regiões fronteiriças do Arizona, Texas e Novo México, e sudeste do Colorado.

A maioria das gerações pós-primeira de falantes de espanhol tendem a falar a língua com sotaque de inglês americano da região em que cresceram.

## Palavras inglesas comuns derivadas do espanhol
Analogamente, muitas palavras em espanhol são agora inglês americano padrão.
- Admiral
- Avocado (aguacate do Náuatle aguacatl)
- Aficionado
- Banana (originalmente do uolofe)
- Buckaroo (vaquero)
- Cafeteria (cafetería)
- Chili (do Náuatle chīlli)
- Chocolate (do Náuatle xocolatl)
- Cigar (cigarro)
- Corral
- Coyote (do Náuatle coyotl)
- Desperado (desesperado)
- Guerrilla
- Guitar (guitarra)
- Hurricane
- Junta
- Lasso (lazo)
- Potato (patata)
- Ranch (rancho)
- Rodeo
- Siesta
- Tomato (tomate do Náuatle tomatl)
- Tornado
- Vanilla (vainilla)

## Futuro do espanhol nos Estados Unidos

Univisión é a maior rede de idiomas do país, seguida pela Telemundo. É a quarta maior rede do país em geral.

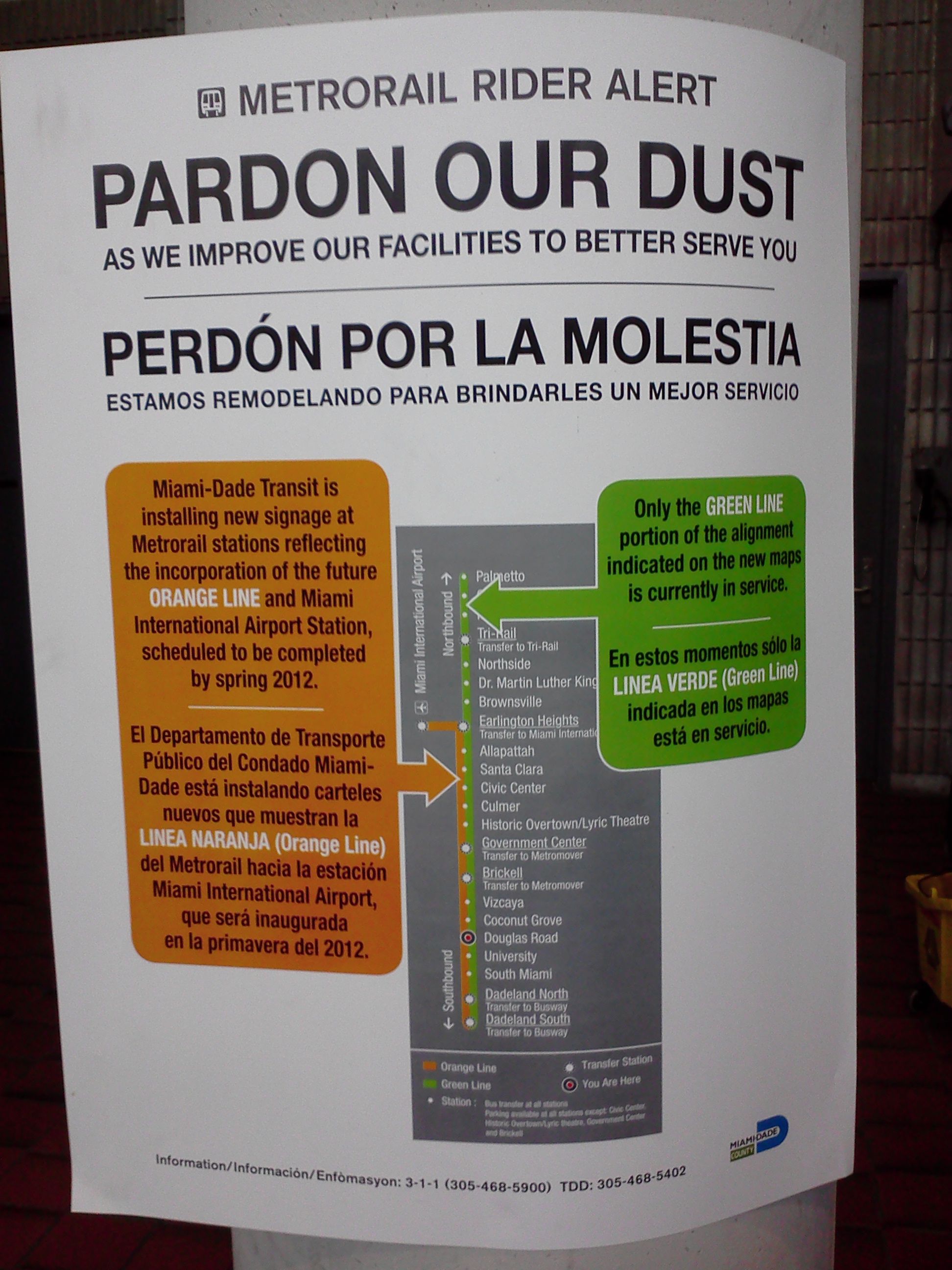
Primeiramente colonizados pelos espanhóis no século XVI, hoje, 19% dos habitantes da Flórida falam espanhol e é a segunda língua mais amplamente ensinada. Em Miami, 67% dos habitantes falavam espanhol como primeira língua em 2000.

Os americanos de língua espanhola são o grupo lingüístico que mais cresce nos Estados Unidos. A imigração contínua e os meios de comunicação predominantes em língua espanhola (como Univisión, Telemundo, e Azteca América) apoiam as populações de língua espanhola. Além disso, por causa do Acordo de Livre Comércio da América do Norte, é comum que muitos fabricantes americanos usem a rotulagem multilíngüe de produtos em inglês, francês e espanhol, três dos quatro idiomas oficiais da Organização dos Estados Americanos .
Além dos negócios que sempre atenderam aos imigrantes hispanófonos, um número pequeno, mas crescente, de varejistas americanos tradicionais agora produzem anúncios bilíngues em áreas de língua espanhola e oferecem atendimento bilíngue ao cliente, em inglês e espanhol. Um indicador comum de tais negócios é a Se Habla Español, que significa "Espanhol é falado".

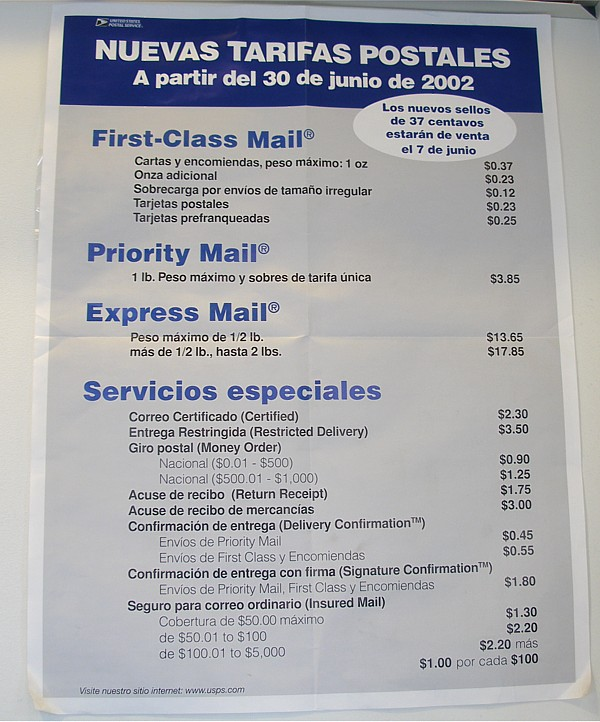
Agências federais como o Serviço Postal dos Estados Unidos traduzem informações para o espanhol.

O Discurso sobre o Estado da União e outros discursos presidenciais são traduzidos para o espanhol, seguindo o precedente estabelecido pelo governo Bill Clinton. Além disso, os políticos de origem não hispânica, fluentes em espanhol, falam em espanhol para o eleitorado majoritário hispânico. Existem 500 jornais espanhóis, 152 revistas e 205 publicadores nos Estados Unidos; os gastos com anúncios em revistas e televisões locais para o mercado hispânico aumentaram substancialmente de 1999 a 2003, com crescimentos de 58% e 43%, respectivamente.
Historicamente, as línguas dos imigrantes tendem a desaparecer ou a reduzir-se por meio da assimilação geracional. O espanhol desapareceu em vários países e territórios dos EUA durante o século XX, principalmente nas Filipinas e nos países das Ilhas do Pacífico, Guam, Micronésia, Palau, Ilhas Marianas do Norte e Ilhas Marshall.
O movimento somente inglês busca estabelecer o inglês como a única língua oficial dos Estados Unidos. Geralmente, eles exercem pressão política pública sobre imigrantes hispanófonos para aprender inglês e falar publicamente; como as universidades, os negócios e as profissões usam o inglês, há muita pressão social para aprender inglês para uma mobilidade socioeconômica ascendente.
Geralmente, os residentes americanos de origem hispânica (13,4% da população de 2002) são bilíngues até certo ponto. Uma pesquisa da Simmons Market Research registrou que 19% da população de origem hispano-americana fala apenas espanhol, 9% falam apenas inglês, 55% têm proficiência limitada em inglês e 17% são totalmente bilíngues inglês-espanhol.
A transmissão intergeracional do espanhol é um indicador mais preciso do futuro do espanhol nos Estados Unidos do que o número estatístico bruto de imigrantes hispanófonos. Embora os imigrantes de origem hispano-americana mantenham diferentes níveis de proficiência em inglês, quase todos os residentes americanos de origem hispano-americana de segunda geração falam inglês, mas cerca de 50% falam espanhol em casa. Dois terços dos mexicanos de terceira geração falam apenas inglês em casa. Calvin Veltman comprometeu-se em 1988, para o Centro Nacional de Estatística da Educação e para o Projeto de Desenvolvimento de Políticas Hispânicas, o mais completo estudo de adoção da língua inglesa por imigrantes hispanófonos. Mudança de linguagem de Veltman estudos documentam abandono do espanhol a taxas de 40% para imigrantes que chegaram aos EUA antes dos 14 anos e 70% para imigrantes que chegaram antes dos 10 anos de idade. O conjunto completo de projeções demográficas desses estudos postula assimilação quase completa de uma dada coorte de imigrantes hispanófonos em duas gerações. Embora seu estudo tenha se baseado em uma grande amostra de 1976 do Bureau of the Census (que não foi repetida), dados do censo de 1990 tendem a confirmar a grande anglicização da população de origem hispânica nos EUA.

## Literatura americana em espanhol

### Literatura Colonial do Sudoeste
Em 1610, Gaspar Pérez de Villagrá publicou sua Historia de Nuevo México (História do Novo México).

### Século XIX
Em 1880, José Martí mudou-se para a cidade de Nova York.
Eusebio Chacón publicou El hijo de la tempestad em 1892.

### Século XX
Federico García Lorca escreveu sua coleção de poemas, Poeta en Nueva York, e as duas peças Así que pasen cinco años e El público enquanto morava em Nova York. Giannina Braschi escreveu o clássico da poesia pós-moderna hispânica El imperio de los sueños em espanhol em Nova York. José Vasconcelos e Juan Ramón Jiménez foram ambos exilados para os Estados Unidos.
Em sua autobiografia, When I Was Puerto Rican (1993), Esmeralda Santiago relata sua infância na ilha durante a década de 1950 e a subsequente mudança de sua família para Nova York, quando tinha 13 anos de idade. Originalmente escrito em inglês, o livro é um exemplo da literatura nova-riquenha.

### Século XXI
Os clássicos contemporâneos são The House on Mango Street, de Sandra Cisneros, Crisis, de Jorge Majfud, e The Brief Wondrous Life, de Jorge Majfud The Brief Wondrous Life of Oscar Wao, de Junot Diaz. No século XXI o idioma tem sido perseguido por nazistas americanos como Joe Arpaio.